# Allacrotelsa spinulata
Allacrotelsa spinulata är en insektsart som först beskrevs av Alpheus Spring Packard 1873.  Allacrotelsa spinulata ingår i släktet Allacrotelsa och familjen silverborstsvansar. Inga underarter finns listade i Catalogue of Life.